# NGC 7667
NGC 7667 (другие обозначения — PGC 71345, UGC 12578, MCG 0-59-38, ZWG 380.50, VV 613, UM 160) — галактика в созвездии Рыбы.
Этот объект входит в число перечисленных в оригинальной редакции «Нового общего каталога».